# Lusus naturae

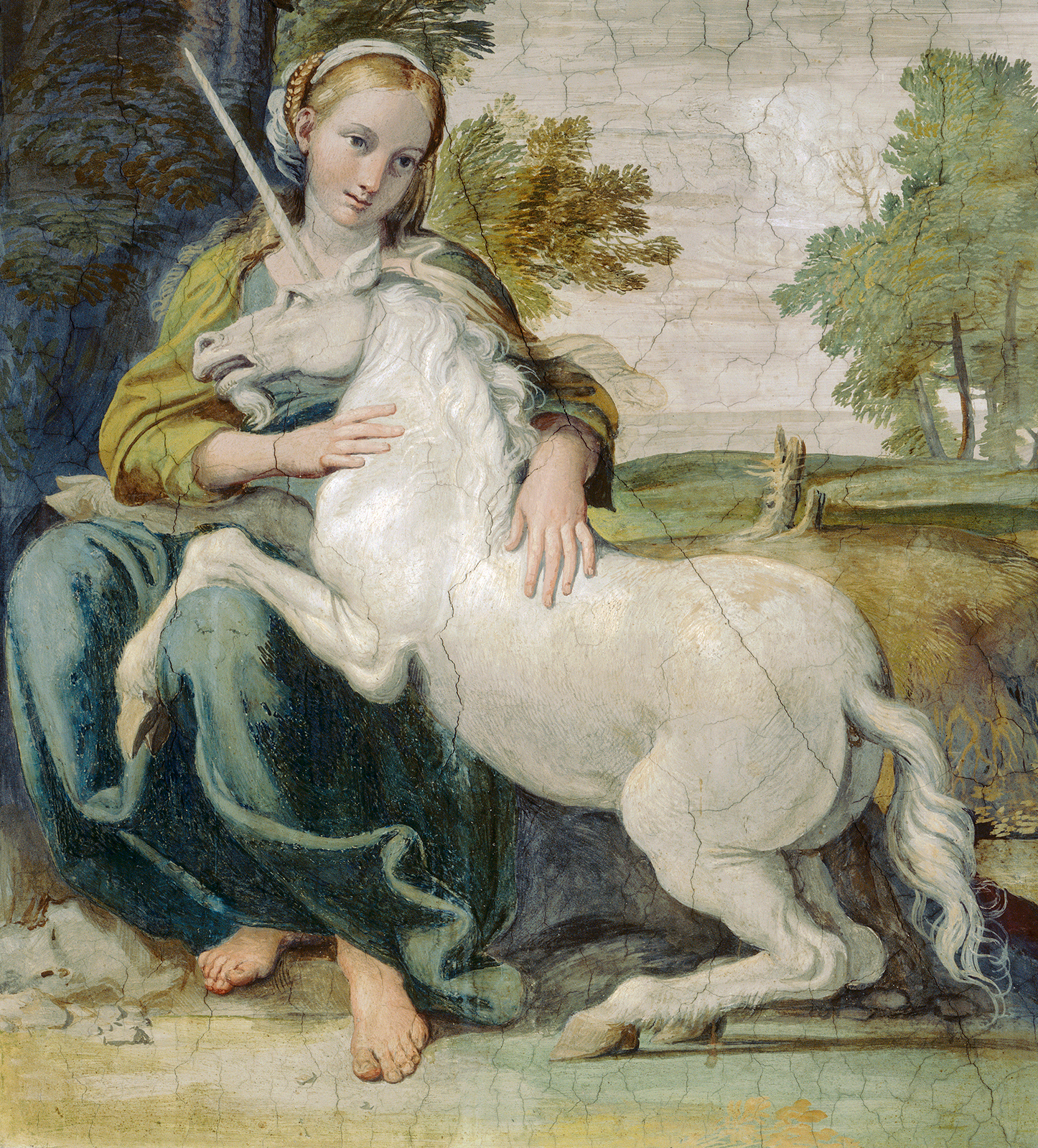
Domenichino, Jungfrau und Einhorn

Der lateinische Ausdruck Lusus naturae (von lat. lūsus, -ūs m, Pl. lūsūs ‚Spiel‘) bezeichnet in der mittelalterlichen und frühneuzeitlichen Naturforschung ein „Wunder der Natur“, ein „Naturspiel“ oder eine „Laune der Natur“. Man verstand darunter ein Lebewesen oder auch einen Gegenstand, der nicht in die herkömmlichen Klassifikationsschemata einzuordnen war. Die Natur, so glaubte man, habe sich hier durch göttliche Gestaltung eine Art Ausnahme von der Regel erlaubt. Begrifflich konnten hier Empedokles’ freie (durch Anziehung und Abstoßung zufällig aus den vier Elementen entstandene) Augen, Mägen, Füße usw. ebenso eingeordnet werden wie unverstandene Fossilien (beispielsweise Ammoniten und „Donnerkeile“), die es gemäß der biblischen Schöpfungsgeschichte als Reste echter Lebewesen nicht geben konnte, oder auch phantastisch umgedeutete Stein-Konkretionen (etwa als „Basilisk“).
Als lusus naturae galten also Fabeltiere wie etwa Einhörner oder Drachen, aber auch tatsächlich existente, missgebildete Lebewesen wie Kälber mit fünf Beinen oder zwei Köpfen. Bei den Gegenständen zählten etwa auffallend geformte Mineralien oder Pflanzenteile zu den Lusus naturae. Häufig schienen diese eine ganz andere Form nachzuahmen, wie etwa Eisblumen oder menschliche Umrisse in Felsformen.
In den frühneuzeitlichen Wunderkammern waren solche Lusus naturae bevorzugte Ausstellungsstücke. Das Museum des Athanasius Kircher beherbergte etliche Wunder der Natur, darunter etwa eine Sammlung von Steinen, auf denen Kircher ein Kreuzzeichen ausgebildet fand.
Im Verlauf des 17. Jahrhunderts musste die Vorstellung des Lusus naturae den Anfängen der modernen Naturwissenschaft und deren neuer Ordnung (Taxonomie) weichen.
Michel Foucault beschreibt in Die Ordnung der Dinge diesen epistemologischen Wandel am Beispiel des Naturverständnisses von Ulisse Aldrovandi, in dessen Werken noch etliche Wunder der Natur aufgenommen waren, während mit Linnés Taxonomie sämtliche Wundertiere endgültig verschwunden waren.